# Isodactylactis discors
Espèce
Isodactylactis discors est une espèce de la famille des Cerianthidae.

## Systématique
Le nom valide complet (avec auteur) de ce taxon est Isodactylactis discors (Senna, 1907).
L'espèce a été initialement classée dans le genre Dactylactis sous le protonyme Dactylactis discors Senna, 1907.
Isodactylactis discors a pour synonyme :
- Dactylactis discors Senna, 1907

## Publication originale
- Senna, A. 1907. Nuove larve pelagiche di Ceriantidi e di Zoantidi. Monitore Zoologico Italiano, 18:96-102